# Processo di pace di Cipro
Il processo di pace di Cipro si riferisce ai negoziati e ai piani volti a risolvere la questione cipriota, dopo l'invasione turca dell'isola nel 1974.
Ci sono due principali approcci per risolvere la questione cipriota: la riunificazione di Cipro in un unico stato e la soluzione dei due Stati, che sostanzialmente legalizzerebbe l'attuale status quo in cui i greco-ciprioti governano la parte meridionale dell'isola mentre i turco-ciprioti ne governano la parte settentrionale.

## Posizioni tradizionali dei greco-ciprioti e dei turco-ciprioti nei colloqui
Ci sono diverse questioni chiave attorno alle quali ruotano le discussioni.
- Il sistema statale di Cipro
- Il problema della garanzia (sicurezza)
- Le "tre libertà"
- Il regime militare di Cipro
- Il problema degli sfollati
- La presenza di coloni/immigrati turchi
- Gli adattamenti territoriali

Le posizioni tradizionali delle parti greco-cipriota e turco-cipriota su questi temi sono molto diverse, a eccezione dei partiti turco-ciprioti di sinistra del CTP (Partito Turco Repubblicano), del BDH (Movimento per la Pace e la Democrazia) e del TKP (Partito socialista della liberazione).
Sulla questione dell'assetto statale, greco-ciprioti e turco-ciprioti hanno in via generale preferenze opposte. I greco-ciprioti vogliono che lo Stato sia unito (o come federazione con un forte governo centrale) mentre i turco-ciprioti prediligono i due stati (o una confederazione). I paesi terzi sostengono una proposta di mediazione.
Sul tema della sicurezza, tradizionalmente la leadership della comunità greco-cipriota non vuole che le garanzie continuino, al contrario dei turco-ciprioti. I paesi terzi sostengono una soluzione mediata.
Sulla questione delle tre libertà (ovvero movimento, insediamento e diritto di acquisire le proprietà) la leadership greco-cipriota è favorevole in quanto questa soluzione tende maggiormente allo stato unificato, mentre i turco-ciprioti vogliono restrizioni.
Nel caso del territorio, i greco-ciprioti preferiscono rivendicare il controllo del 75% del territorio mentre i turco-ciprioti il 29%. Alcuni gruppi di estrema destra non vogliono che le terre vengano restituite.

## Dal 1974 al 1979

### Colloqui di Vienna (e Terzo accordo di Vienna)
Makarios tornò a Cipro nel dicembre 1974 e nel 1975 la comunità turco-cipriota dichiarò unilateralmente uno "Stato turco-cipriota" (e prima dell'invasione l'"amministrazione provvisoria turco-cipriota"). In un altro sviluppo, il Congresso degli Stati Uniti congelò gli aiuti militari alla Turchia a causa dell'invasione.

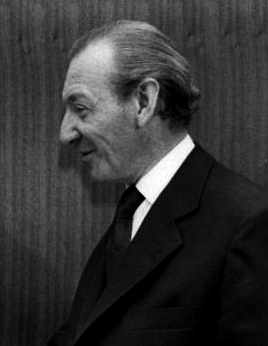
L'austriaco Kurt Waldheim è stato segretario generale delle Nazioni Unite dal 1972 al 1981

Nel 1975 a Vienna si tennero tre tornate di colloqui, ma a causa dei sospetti di entrambe le parti, risultarono inutili per la soluzione del problema di Cipro. Tuttavia, il 2 agosto, si raggiunse un accordo, noto anche come Terzo accordo di Vienna, firmato tra Glafkos Clerides e Rauf Denktash, che trasferiva 8.033 turco-ciprioti a nord e regolò il modo di vivere di 943 greco-ciprioti che rimasero nel nord. L'accordo è stato chiamato dalla parte turca come "Reinsediamento volontario delle popolazioni". Clerides fu criticato per aver firmato l'accordo, perché comportava la divisione demografica dell'isola, sebbene la decisione fosse stata presa dalle istituzioni della Repubblica di Cipro guidate da Makarios.
Un nuovo ciclo di colloqui (quinto round) sotto il nuovo segretario generale Kurt Waldheim ebbe luogo all'inizio del 1976, ma anch'esso si fermò.

### Accordo di alto livello Makarios-Denktaş (1977)

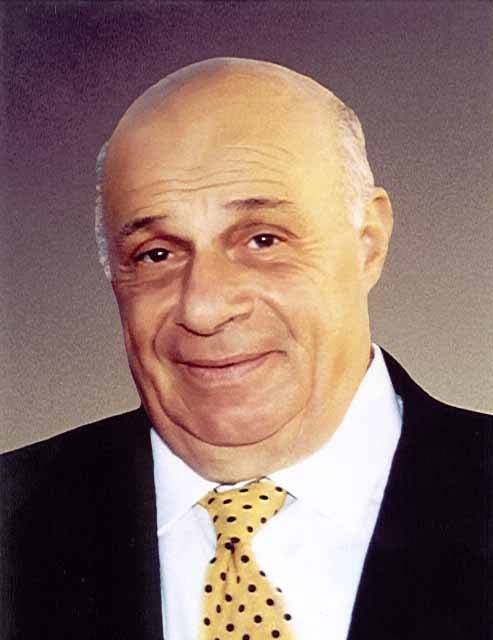
Rauf Dektas, il leader storico dei turco-ciprioti, di Paphos.

Nel gennaio 1977 fu firmato l'"Accordo di alto livello Makarios-Denktaş" (o Accordo in 4 punti), che gettò le basi per la soluzione del problema di Cipro con una Federazione bizonale e bicomunitaria. La parte greco-cipriota si ritirò dalla sua posizione per un singolo stato, mentre la parte turco-cipriota si ritirò dalla sua posizione dei due stati.

L'Accordo prevedeva quanto segue:
1. Una Repubblica federale indipendente, non allineata e bicomunitaria.

 2. L'area territoriale sotto l'amministrazione di ciascuna comunità sarà discussa alla luce della redditività economica o della produttività e della proprietà della terra.
3. Questioni di principio, come la libertà di movimento e di insediamento, il diritto di proprietà e altre ulteriori questioni, sono aperte alla discussione, date le basi fondamentali del sistema federale bicomunitario e alcune difficoltà pratiche che possono sorgere per la comunità turco-cipriota.

 4. I poteri e le funzioni del governo centrale saranno tali da assicurare l'unità del Paese, tenuto conto del carattere intercomunitario dello Stato.»

### Piano ABC
Nel novembre 1978 fu presentata una proposta congiunta dai governi statunitense, britannico e canadese, nota come "Piano americano, britannico, canadese, ABC". Si basava sulla costituzione del 1960 e sul precedente accordo del 1977. Lo Stato sarebbe stato bicomunitario e federale, con un forte governo centrale. Kyprianou, succeduto a Makarios perché morto improvvisamente nel 1977, si affrettò di rifiutare il piano, suscitando le reazioni da parte dell'opposizione.
Nel maggio 1979 fu firmato un nuovo accordo tra i leader delle comunità greco-cipriota e turco-cipriota (noto come "Secondo accordo di alto livello del 1979 Kyprianou-Dektas) con questa volta un testo in 10 punti, con nuove concessioni da parte dei due leader, Kyprianos e Denktas.

## Dal 1980 al 1999
Il Presidente della Repubblica di Cipro cercò di internazionalizzare la questione di Cipro, cercando di inserirla nell'agenda delle Nazioni Unite. La parte turco-cipriota tentò di porre fine ai colloqui, che considerava inefficaci e senza prospettive, al fine di essere riconosciuta come uno stato separato.

### Indicatori di De Cuéllar

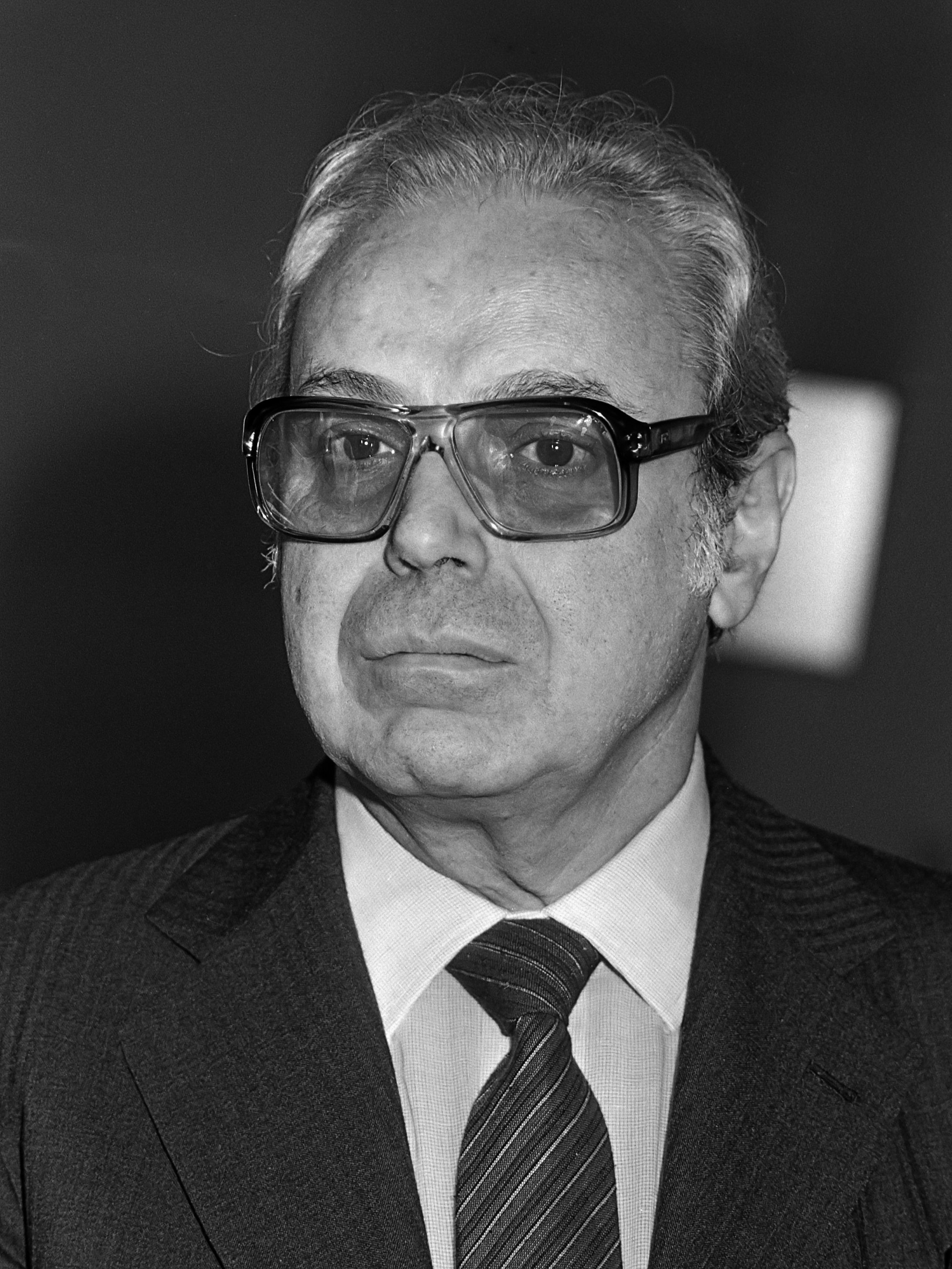
Perez de Cuéllar nel 1982. Prestò servizio come inviato speciale delle Nazioni Unite a Cipro e successivamente come segretario generale delle Nazioni Unite dal 1982 al 1991.

Nell'estate del 1983, il nuovo Segretario Generale delle Nazioni Unite, de Cuéllar, prese l'iniziativa di aprire i negoziati, presentando un memorandum noto come "Indicatori di De Cuéllar", che si basava su un sistema federale con una simultanea concessione di territori dalla parte turco-cipriota. La proclamazione della Repubblica Turca di Cipro del Nord, tuttavia, intensificò i colloqui che proseguirono con ostacoli. Alla fine, il leader della parte greco-cipriota (con i partiti DISY e AKEL in disaccordo) fu il primo a rifiutare gli indicatori di De Cuéllar, con Denktas che sembrava prossimo a un compromesso. Un nuovo tentativo di de Cuéllar nel 1986, sempre basato sulla federazione bizonale, fu respinto dal governo greco di Andreas Papandreou.
Nel 1989, il nuovo presidente della Repubblica di Cipro, Georgios Vassilios, presentò una nuova proposta per una soluzione al problema di Cipro, che si basava sui precedenti accordi e sulle relative risoluzioni dell'ONU, ma che fu alla fine respinta dai turco-ciprioti.

### Pacchetto di idee Ghali del 1992
La guida delle Nazioni Unite di De Cuéllar fu rilevata da Boutros Ghali. Le sue proposte per una soluzione al problema di Cipro furono chiamate "pacchetto di idee Ghali", che prevedevano la parità politica delle due comunità, la restituzione dei territori ai greco-ciprioti e l'esistenza di un personalità giuridica e di cittadinanza.

Boutros Boutros-Ghali è stato un politico e diplomatico egiziano, segretario generale delle Nazioni Unite dal 1992 al 1996.

A causa del fallimento del tentativo diplomatico di Ghali, Joe Clark, in qualità di mediatore speciale del nuovo Segretario Generale delle Nazioni Unite, nel 1992 propose le "Confidence Building Measures" (CBM) volte a rafforzare la fiducia tra le due comunità.

## Dal 1999 al 2004 e il piano Annan

### Dai negoziati Clerides-Denktas al piano Annan
Nel 1999, su iniziativa del nuovo Segretario Generale delle Nazioni Unite Kofi Annan, iniziarono i negoziati Clerides-Denktash che culminarono nel piano Annan. Clerides era un sostenitore del processo mentre Dektas lo lasciò, prima che i colloqui che alla fine portarono al piano Annan venissero completati. Il nuovo presidente greco-cipriota respinse il piano, così come i greco-ciprioti nella loro maggioranza nel referendum del maggio 2004. Al contrario, i turco-ciprioti, nonostante le richieste di Denktas di respingere il piano, votarono a favore.

## Dal 2005 al 2017

### Negoziati Papadopoulos-Talat

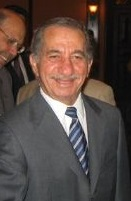
Tassos Papadopoulos ha condotto la sua campagna per il NO nel piano Annan nel 2004.

L'adesione di Cipro all'Unione europea nel 2004 diede un nuovo impulso agli sforzi per una soluzione della questione cipriota. Il nuovo presidente della Repubblica di Cipro, Tassos Papadopoulos, raggiunse un "accordo interinale" con Mehmet Ali Talat, leader dei turco-ciprioti, con l'obiettivo principale di istituire comitati tecnici per risolvere i problemi che riguardavano la vita quotidiana delle persone.

### Negoziati Christofias-Talat (2012)
I negoziati di Cipro 2008-2012 si svolsero tra il leader greco-cipriota Christofias e il turco-cipriota Talat. I colloqui non riuscirono a raggiungere i loro obiettivi. All'inizio del 2013, i negoziati con Cipro furono sospesi a causa di un cambio di governo nella comunità greco-cipriota di Cipro.

### Negoziati Anastasiades-Eroğlu (2014-2015)
L'11 febbraio 2014 fu rilasciata una dichiarazione congiunta all'inizio dei rinnovati negoziati. I governi di Grecia e Turchia espressero il loro sostegno a rinnovati colloqui di pace. La dichiarazione fu accolta favorevolmente anche dall'Unione europea. I successivi colloqui tra il presidente di Cipro Nicos Anastasiades e Derviş Eroğlu, presidente di Cipro del Nord, furono bloccati nell'ottobre 2014 a causa di una crisi derivante dall'invio da parte della Turchia di una nave da guerra nella parte delle acque cipriote controllata dalla Repubblica di Cipro, nell'ambito di una crisi relativa all'esplorazione delle riserve di gas naturale offshore.

### Negoziati Anastasiades-Akıncı (2015-2017)
I negoziati ripresero dal 12 maggio 2015 quando il presidente Anastasiades e il nuovo presidente di Cipro del Nord Mustafa Akıncı si incontrarono per la prima volta e avviarono i colloqui di pace. I colloqui si interruppero il 7 luglio 2017 quando entrambe le parti non riuscirono a negoziare un accordo.